# Russischer Fußballpokal 2012/13
Der Russische Fußballpokal 2012/13 war die 21. Austragung des russischen Pokalwettbewerbs der Männer. Pokalsieger wurde ZSKA Moskau. Das Team setzte sich im Finale am 1. Juni 2013 in der Achmat-Arena von Grosny gegen Anschi Machatschkala durch. Titelverteidiger Rubin Kasan war in der Runde der letzten 32 gegen den FK Jenissei Krasnojarsk ausgeschieden.

## Modus
Bis zur dritten Runde nahmen 73 Mannschaften von der 2. Division 2012/13 und ein Amateurverein teil. Dabei traten die insgesamt 74 Vereine in fünf Zonen (West, Zentrum, Süd, Ural-Powolschje und Ost) an. Ab der vierten Runde stiegen dann die 17 Zweitligisten, ab der fünften Runde die 16 Erstligisten ein.
Alle Begegnungen wurden in einem Spiel ausgetragen. Bei unentschiedenem Ausgang wurde zur Ermittlung des Siegers eine Verlängerung gespielt. Stand danach kein Sieger fest, folgte ein Elfmeterschießen. Der Pokalsieger qualifizierte sich für die Europa League.

## Teilnehmende Teams
| Premjer-Liga (16) | Premjer-Liga (16) | Perwenstwo FNL (18) | Perwenstwo FNL (18) |
| --- | --- | --- | --- |
| - Dynamo Moskau - Lokomotive Moskau - Spartak Moskau - ZSKA Moskau - Amkar Perm - Alanija Wladikawkas - Anschi Machatschkala - FK Krasnodar | - Krylja Sowetow Samara - Kuban Krasnodar - FK Rostow - Mordowija Saransk - Rubin Kasan - Terek Grosny - Wolga Nischni Nowgorod - Zenit St. Petersburg | - Baltika Kaliningrad - FK Chimki - FK Jenissei Krasnojarsk - Metallurg-Kusbass Nowokusnezk - FK Neftechimik Nischnekamsk - Petrotrest St. Petersburg - Rotor Wolgograd - FK Saljut Belgorod - Schinnik Jaroslawl | - SKA-Energija Chabarowsk - FK Sibir Nowosibirsk - Spartak Naltschik - Tom Tomsk - Torpedo Moskau - Torpedo Wladimir - FK Ufa - Ural Jekaterinburg - Wolgar Astrachan |
| Perwenstwo PFL (73) | | | |
| - Akademija Toljatti - Alanija Wladikawkas (Reserve) - Amur-2010 Blagoweschtschensk - Anguscht Nasran - Arsenal Tula - FK Astrachan - Awangard Kursk - Baikal Irkutsk - FK Biolog-Nowokubansk - Chimik Dserschinsk - Dagdisel Kaspijsk - Dnjepr Smolensk - FK Dolgoprudny - Druschba Maikop - Dynamo Barnaul - Dynamo Kirow - Energija Wolschski - Fakel Woronesch - Gasowik Orenburg | - FK Gornjak Utschaly - FK Gubkin - Irtysch Omsk - Jakutija Jakutsk - FK Kaluga - KAMAS Nabereschnyje Tschelny - Karelija Petrosawodsk - Kawkastransgas-2005 Rysdwjany - FK Lada Toljatti - Lokomotive Liski - Lokomotive-2 Moskau - Lutsch-Energija Wladiwostok - Maschuk-KMW Pjatigorsk - Metallurg Lipezk - Metallurg-Oskol Stary Oskol - Metallurg Wyksa - MITOS Nowotscherkassk - Nosta Nowotroizk | - FK Oktan Perm - Olimpija Wolgograd - FK Orjol - FK Piter St. Petersburg - FK Podolje - FK Pskow-747 - Rubin-2 Kasan - FK Rus St. Petersburg - Sachalin Juschno-Sachalinsk - Sewer Murmansk - Sibirjak Bratsk - FK Sibir-2 Nowosibirsk - FK SKA Rostow - FK Slawjanski - Smena Komsomolsk am Amur - Snamja Truda Orechowo-Sujewo - PFK Sokol Saratow - Spartak Joschkar-Ola | - Spartak Kostroma - Spartak Tambow - Swesda Rjasan - FK Sysran-2003 - FK Taganrog - Tekstilschtschik Iwanowo - FK Tjumen - Torpedo Armawir - FK Tscheljabinsk - Tschernomorez Noworossijsk - FK Tschita - FK Witjas Podolsk - Wolgar Astrachan (Reserve) - Wolga Twer - Wolga Uljanowsk - FK Wologda - FK Zenit-Ischewsk - Zenit Pensa |
| Amateure (1) | | | |
| - Restawrazija Krasnojarsk | | | |

## 1. Runde
Teilnehmer: Teilnehmer: 35 Vereine der drittklassigen Perwenstwo PFL und ein Amateurverein.
| Datum                           |                                  | Ergebnis              |                                     |
| ------------------------------- | -------------------------------- | --------------------- | ----------------------------------- |
| 00000000000Zone Zentrum         |                                  |                       |                                     |
| 11.07.2012                      | FK Kaluga (III)                  | 4:1                   | FK Podolje (III)                    |
| 11.07.2012                      | Spartak Tambow (III)             | 0:3                   | PFK Sokol Saratow (III)             |
| 11.07.2012                      | Arsenal Tula (III)               | 0:1                   | FK Gubkin (III)                     |
| 11.07.2012                      | Metallurg Wyksa (III)            | 1:1 n. V. (4:2 i. E.) | Swesda Rjasan (III)                 |
| 00000000000Zone Süd             |                                  |                       |                                     |
| 11.07.2012                      | Wolgar Astrachan (Reserve) (III) | 2:4                   | FK Astrachan (III)                  |
| 11.07.2012                      | Olimpija Wolgograd (III)         | 2:1                   | Energija Wolschski (III)            |
| 11.07.2012                      | Maschuk-KMW Pjatigorsk (III)     | 1:1 n. V. (3:4 i. E.) | Alanija Wladikawkas (Reserve) (III) |
| 11.07.2012                      | Anguscht Nasran (III)            | 2:2 n. V. (4:5 i. E.) | Kawkastransgas-2005 Rysdwjany (III) |
| 11.07.2012                      | MITOS Nowotscherkassk (III)      | 1:2                   | FK Taganrog (III)                   |
| 00000000000Zone Ost             |                                  |                       |                                     |
| 11.07.2012                      | Dynamo Barnaul (III)             | 4:0                   | FK Sibir-2 Nowosibirsk (III)        |
| 11.07.2012                      | Sibirjak Bratsk (III)            | 4:0                   | Restawrazija Krasnojarsk (IV)       |
| 11.07.2012                      | Baikal Irkutsk (III)             | 2:0                   | FK Tschita (III)                    |
| 11.07.2012                      | Jakutija Jakutsk (III)           | 0:2 n. V.             | Amur-2010 Blagoweschtschensk (III)  |
| 00000000000Zone Ural-Powolschje |                                  |                       |                                     |
| 15.07.2012                      | Dynamo Kirow (III)               | 0:3                   | FK Zenit-Ischewsk (III)             |
| 15.07.2012                      | Spartak Joschkar-Ola (III)       | 0:1                   | Rubin-2 Kasan (III)                 |
| 15.07.2012                      | Akademija Toljatti (III)         | 1:3                   | FK Lada Toljatti (III)              |
| 00000000000Zone West            |                                  |                       |                                     |
| 16.07.2012                      | FK Piter St. Petersburg (III)    | 2:1                   | FK Rus St. Petersburg (III)         |
| 17.07.2012                      | FK Wologda (III)                 | 0:1                   | FK Dolgoprudny (III)                |

## 2. Runde
Teilnehmer: Die 18 Sieger der ersten Runde und 38 weitere Vereine der Perwenstwo PFL.
| Datum                           |                                     | Ergebnis              |                                    |
| ------------------------------- | ----------------------------------- | --------------------- | ---------------------------------- |
| 00000000000Zone Ural-Powolschje |                                     |                       |                                    |
| 29.07.2012                      | FK Zenit-Ischewsk (III)             | 3:3 n. V. (5:3 i. E.) | KAMAS Nabereschnyje Tschelny (III) |
| 29.07.2012                      | Rubin-2 Kasan (III)                 | 0:1                   | Wolga Uljanowsk (III)              |
| 29.07.2012                      | FK Lada Toljatti (III)              | 1:1 n. V. (4:5 i. E.) | FK Sysran-2003 (III)               |
| 29.07.2012                      | FK Gornjak Utschaly (III)           | 3:0                   | FK Oktan Perm (III)                |
| 29.07.2012                      | Gasowik Orenburg (III)              | 1:0                   | Nosta Nowotroizk (III)             |
| 29.07.2012                      | FK Tjumen (III)                     | 1:0                   | FK Tscheljabinsk (III)             |
| 00000000000Zone West            |                                     |                       |                                    |
| 30.07.2012                      | Snamja Truda Orechowo-Sujewo (III)  | 0:2                   | Lokomotive-2 Moskau (III)          |
| 30.07.2012                      | FK Dolgoprudny (III)                | 2:1                   | Dnjepr Smolensk (III)              |
| 30.07.2012                      | Spartak Kostroma (III)              | 0:2                   | Tekstilschtschik Iwanowo (III)     |
| 30.07.2012                      | FK Pskow-747 (III)                  | 5:0                   | FK Piter St. Petersburg (III)      |
| 30.07.2012                      | Chimik Dserschinsk (III)            | 2:1                   | Wolga Twer (III)                   |
| 30.07.2012                      | Karelija Petrosawodsk (III)         | 0:0 n. V. (1:4 i. E.) | Sewer Murmansk (III)               |
| 00000000000Zone Ost             |                                     |                       |                                    |
| 01.08.2012                      | Sachalin Juschno-Sachalinsk (III)   | 0:0 n. V. (4:3 i. E.) | Lutsch-Energija Wladiwostok (III)  |
| 01.08.2012                      | Irtysch Omsk (III)                  | 1:2                   | Dynamo Barnaul (III)               |
| 01.08.2012                      | Baikal Irkutsk (III)                | 1:2                   | Sibirjak Bratsk (III)              |
| 01.08.2012                      | Amur-2010 Blagoweschtschensk (III)  | 2:0                   | Smena Komsomolsk am Amur (III)     |
| 00000000000Zone Süd             |                                     |                       |                                    |
| 05.08.2012                      | Alanija Wladikawkas (Reserve) (III) | 4:0                   | Druschba Maikop (III)              |
| 05.08.2012                      | Kawkastransgas-2005 Rysdwjany (III) | 4:0                   | Dagdisel Kaspijsk (III)            |
| 05.08.2012                      | FK Taganrog (III)                   | 4:3                   | FK SKA Rostow (III)                |
| 05.08.2012                      | FK Astrachan (III)                  | 2:1                   | Olimpija Wolgograd (III)           |
| 05.08.2012                      | Torpedo Armawir (III)               | 2:2 n. V. (1:0 i. E.) | FK Biolog-Nowokubansk (III)        |
| 05.08.2012                      | Tschernomorez Noworossijsk (III)    | 2:0                   | FK Slawjanski (III)                |
| 00000000000Zone Zentrum         |                                     |                       |                                    |
| 05.08.2012                      | FK Gubkin (III)                     | 1:0                   | Metallurg-Oskol Stary Oskol (III)  |
| 05.08.2012                      | FK Witjas Podolsk (III)             | 1:0                   | Metallurg Wyksa (III)              |
| 05.08.2012                      | PFK Sokol Saratow (III)             | 4:1                   | Zenit Pensa (III)                  |
| 05.08.2012                      | Lokomotive Liski (III)              | 0:2                   | Fakel Woronesch (III)              |
| 05.08.2012                      | FK Orjol (III)                      | 0:1 n. V.             | FK Kaluga (III)                    |
| 05.08.2012                      | Awangard Kursk (III)                | 4:3                   | Metallurg Lipezk (III)             |

## 3. Runde
Teilnehmer: Die 28 Sieger der zweiten Runde.
| Datum                           |                                     | Ergebnis              |                                     |
| ------------------------------- | ----------------------------------- | --------------------- | ----------------------------------- |
| 00000000000Zone West            |                                     |                       |                                     |
| 10.08.2012                      | Lokomotive-2 Moskau (III)           | 2:0                   | FK Dolgoprudny (III)                |
| 10.08.2012                      | Sewer Murmansk (III)                | 0:1                   | FK Pskow-747 (III)                  |
| 10.08.2012                      | Tekstilschtschik Iwanowo (III)      | 0:3                   | Chimik Dserschinsk (III)            |
| 00000000000Zone Ural-Powolschje |                                     |                       |                                     |
| 10.08.2012                      | FK Zenit-Ischewsk (III)             | 1:2                   | Gasowik Orenburg (III)              |
| 10.08.2012                      | Wolga Uljanowsk (III)               | 2:1 n. V.             | FK Sysran-2003 (III)                |
| 10.08.2012                      | FK Gornjak Utschaly (III)           | 2:3                   | FK Tjumen (III)                     |
| 00000000000Zone Ost             |                                     |                       |                                     |
| 12.08.2012                      | Amur-2010 Blagoweschtschensk (III)  | 2:0                   | Sachalin Juschno-Sachalinsk (III)   |
| 13.08.2012                      | Dynamo Barnaul (III)                | 3:4                   | Sibirjak Bratsk (III)               |
| 00000000000Zone Zentrum         |                                     |                       |                                     |
| 18.08.2012                      | FK Kaluga (III)                     | 5:1                   | FK Witjas Podolsk (III)             |
| 18.08.2012                      | FK Gubkin (III)                     | 3:3 n. V. (6:5 i. E.) | Awangard Kursk (III)                |
| 18.08.2012                      | Fakel Woronesch (III)               | 0:1                   | PFK Sokol Saratow (III)             |
| 00000000000Zone Süd             |                                     |                       |                                     |
| 18.08.2012                      | Kawkastransgas-2005 Rysdwjany (III) | 1:2                   | Alanija Wladikawkas (Reserve) (III) |
| 18.08.2012                      | FK Taganrog (III)                   | 1:3 n. V.             | FK Astrachan (III)                  |
| 18.08.2012                      | Tschernomorez Noworossijsk (III)    | 0:1                   | Torpedo Armawir (III)               |

## 4. Runde
Teilnehmer: Die 14 Sieger der dritten Runde und die 17 Vereine der Perwenstwo FNL. Unterklassige Teams hatten Heimrecht.
| Datum      |                                     | Ergebnis              |                                    |
| ---------- | ----------------------------------- | --------------------- | ---------------------------------- |
| 01.09.2012 | Chimik Dserschinsk (III)            | kampflos              | Torpedo Wladimir (II) 1            |
| 01.09.2012 | FK Kaluga (III)                     | 0:1                   | Torpedo Moskau (II)                |
| 01.09.2012 | FK Astrachan (III)                  | 3:2                   | Rotor Wolgograd (II)               |
| 01.09.2012 | PFK Sokol Saratow (III)             | 1:2                   | FK Chimki (II)                     |
| 01.09.2012 | FK Sibir Nowosibirsk (II)           | 1:1 n. V. (3:4 i. E.) | Tom Tomsk (II)                     |
| 01.09.2012 | Torpedo Armawir (III)               | 2:1                   | Wolgar Astrachan (II)              |
| 01.09.2012 | FK Tjumen (III)                     | 1:0                   | Metallurg-Kusbass Nowokusnezk (II) |
| 01.09.2012 | FK Gubkin (III)                     | 1:1 n. V. (4:5 i. E.) | FK Saljut Belgorod (II)            |
| 01.09.2012 | Amur-2010 Blagoweschtschensk (III)  | 0:1                   | SKA-Energija Chabarowsk (II)       |
| 02.09.2012 | Lokomotive-2 Moskau (III)           | 2:0                   | Petrotrest St. Petersburg (II)     |
| 02.09.2012 | Alanija Wladikawkas (Reserve) (III) | 1:2                   | Spartak Naltschik (II)             |
| 02.09.2012 | Sibirjak Bratsk (III)               | 0:1                   | FK Jenissei Krasnojarsk (II)       |
| 02.09.2012 | FK Pskow-747 (III)                  | 1:2                   | Baltika Kaliningrad (II)           |
| 02.09.2012 | Gasowik Orenburg (III)              | 3:0                   | FK Neftechimik Nischnekamsk (II)   |
| 02.09.2012 | Wolga Uljanowsk (III)               | 2:1                   | Schinnik Jaroslawl (III)           |
| 02.09.2012 | FK Ufa (II)                         | 0:1                   | Ural Jekaterinburg (II)            |

## 5. Runde
Teilnehmer: Die 16 Sieger der vierten Runde, sowie die 16 Erstligisten, die auswärts antraten.
| Datum      |                              | Ergebnis              |                            |
| ---------- | ---------------------------- | --------------------- | -------------------------- |
| 25.09.2012 | Spartak Naltschik (II)       | 1:3                   | Terek Grosny (I)           |
| 25.09.2012 | SKA-Energija Chabarowsk (II) | 2:1 n. V.             | Amkar Perm (I)             |
| 25.09.2012 | Baltika Kaliningrad (II)     | 1:2                   | Zenit St. Petersburg (I)   |
| 26.09.2012 | Torpedo Armawir (III)        | 0:3                   | Lokomotive Moskau (I)      |
| 26.09.2012 | Lokomotive-2 Moskau (III)    | 0:1                   | Mordowija Saransk (I)      |
| 26.09.2012 | FK Astrachan (III)           | 1:3                   | FK Rostow (I)              |
| 26.09.2012 | Wolga Uljanowsk (III)        | 0:1                   | Kuban Krasnodar (I)        |
| 26.09.2012 | Chimik Dserschinsk (III)     | 1:2                   | FK Krasnodar (I)           |
| 26.09.2012 | FK Jenissei Krasnojarsk (II) | 2:1                   | Rubin Kasan (I)            |
| 26.09.2012 | Torpedo Moskau (II)          | 0:3                   | Dynamo Moskau (I)          |
| 26.09.2012 | FK Chimki (II)               | 2:0                   | Wolga Nischni Nowgorod (I) |
| 26.09.2012 | Tom Tomsk (II)               | 0:1                   | ZSKA Moskau (I)            |
| 26.09.2012 | FK Saljut Belgorod (II)      | 1:2                   | Spartak Moskau (I)         |
| 27.09.2012 | Gasowik Orenburg (III)       | 2:4 n. V.             | Krylja Sowetow Samara (I)  |
| 27.09.2012 | FK Tjumen (III)              | 2:1                   | Alanija Wladikawkas (I)    |
| 27.09.2012 | Ural Jekaterinburg (II)      | 0:0 n. V. (2:4 i. E.) | Anschi Machatschkala (I)   |

## Achtelfinale
Teilnehmer: Die 16 Sieger der fünften Runde.
| Datum      |                              | Ergebnis              |                              |
| ---------- | ---------------------------- | --------------------- | ---------------------------- |
| 31.10.2012 | Mordowija Saransk (I)        | 0:2                   | Zenit St. Petersburg (I)     |
| 31.10.2012 | FK Jenissei Krasnojarsk (II) | 1:0                   | SKA-Energija Chabarowsk (II) |
| 31.10.2012 | Kuban Krasnodar (I)          | 1:0                   | FK Krasnodar (I)             |
| 31.10.2012 | FK Rostow (I)                | 0:0 n. V. (3:2 i. E.) | Spartak Moskau (I)           |
| 31.10.2012 | Anschi Machatschkala (I)     | 2:1                   | Krylja Sowetow Samara (I)    |
| 31.10.2012 | Terek Grosny (I)             | 3:1 n. V.             | Lokomotive Moskau (I)        |
| 31.10.2012 | Dynamo Moskau (I)            | 2:1                   | FK Chimki (II)               |
| 31.10.2012 | ZSKA Moskau (I)              | 3:0                   | FK Tjumen (III)              |

## Viertelfinale
| Datum      |                          | Ergebnis              |                              |
| ---------- | ------------------------ | --------------------- | ---------------------------- |
| 17.04.2013 | Anschi Machatschkala (I) | 1:0 n. V.             | Dynamo Moskau (I)            |
| 17.04.2013 | Zenit St. Petersburg (I) | 0:0 n. V. (4:3 i. E.) | Kuban Krasnodar (I)          |
| 17.04.2013 | ZSKA Moskau (I)          | 3:0                   | FK Jenissei Krasnojarsk (II) |
| 18.04.2013 | FK Rostow (I)            | 0:0 n. V. (4:3 i. E.) | Terek Grosny (I)             |

## Halbfinale
| Datum      |                          | Ergebnis |                          |
| ---------- | ------------------------ | -------- | ------------------------ |
| 07.05.2013 | FK Rostow (I)            | 0:2      | ZSKA Moskau (I)          |
| 08.05.2013 | Zenit St. Petersburg (I) | 0:1      | Anschi Machatschkala (I) |

## Finale
| Paarung              | ZSKA Moskau – Anschi Machatschkala |
| Ergebnis             | 1:1 n. V. (1:1, 1:0), 4:3 i. E. |
| Datum                | 1. Juni 2013 |
| Stadion              | Achmat-Arena, Grosny |
| Zuschauer            | 30.500 |
| Schiedsrichter       | Alexander Jegorow |
| Tore                 | 1:0 Ahmed Musa (8.) 1:1 Lassana Diarra (74.) Elfmeterschießen: 0:1 Mbark Boussoufa 1:1 Pawel Mamajew Juri Schirkow (gehalten) 2:1 Wassili Beresuzki 2:2 Willian Ahmed Musa (gehalten) Jucilei (über’s Tor) 3:2 Vágner Love 3:3 Samuel Eto’o 4:3 Seydou Doumbia                 |
| ZSKA Moskau          | Igor Akinfejew – Alexei Beresuzki, Kirill Nababkin, Wassili Beresuzki, Georgi Schtschennikow – Pontus Wernbloom, Rasmus Elm (78. Seydou Doumbia), Keisuke Honda (67. Aleksandrs Cauņa), Alan Dsagojew (99. Pawel Mamajew) – Vágner Love, Ahmed Musa Cheftrainer: Leonid Sluzki |
| Anschi Machatschkala | Wladimir Gabulow – Ali Gadschibekow, João Carlos (46. Lacina Traoré), Rasim Tagirbekow (62. Oleg Schatow), Ewerton – Jucilei, Lassana Diarra (115. Odil Ahmedov), Mbark Boussoufa, Willian – Juri Schirkow, Samuel Eto’o Cheftrainer: Guus Hiddink ( Niederlande)              |
| Gelbe Karten         | keine – Lacina Traoré, Mbark Boussoufa, Juri Schirkow |
| Platzverweise        | Pontus Wernbloom – keine |